# Frailea
Frailea és un gènere de cactus globulars o cilíndriques petits natius del Brasil. Anteriorment van estar classificats en el gènere Echinocactus.

## Taxonomia
Espècies acceptades per Plants of the World Online a partir d'octubre de 2022.
- Frailea amerhauseri
- Frailea buenekeri
- Frailea buiningiana
- Frailea castanea
- Frailea cataphracta
- Frailea chiquitana
- Frailea curvispina
- Frailea friedrichii
- Frailea gracillima
- Frailea grahliana
- Frailea knippeliana
- Frailea mammifera
- Frailea perumbilicata
- Frailea phaeodisca
- Frailea pseudopulcherrima
- Frailea pumila
- Frailea pygmaea
- Frailea schilinzkyana